# Conflicto Hezbolá-Israel
Hezbolá, un partido político chiita y una organización paramilitar establecida en Líbano en 1985, ha permanecido en un conflicto de larga duración con Israel como parte de sus conflictos con Irán y con Líbano .

## Historia
El primer enfrentamiento entre ambos beligerantes se dio en el marco de la guerra civil libanesa, cuando Irán se involucró más en la política interna de Líbano. Con financiación del Gobierno iraní y entrenamiento bajo supervisión del Cuerpo de la Guardia Revolucionaria Islámica, Hezbolá fue creado en el Líbano ocupado por Siria por varios clérigos religiosos en medio de la guerra del Líbano de 1982, principalmente como una fuerza jomeinista opuesta al Estado Libre del Líbano y a la ocupación israelí al sur del Líbano .
Hezbolá actualmente controla el sur del Líbano y cuenta con financiación y apoyo de Irán, a quien representa en los conflictos regionales regionales. Desde sus inicios, una de la prioridades de Hezbolá es el establecimiento de un Estado palestino y el retorno de los refugiados palestinos. Hezbolá no sólo se opone al gobierno y a las políticas del Estado de Israel, sino también a la población civil judía que vive en Israel. Su manifiesto de 1985 afirma que "nuestra lucha terminará solo cuando esta entidad [Israel] sea aniquilada. No reconocemos ningún tratado con ella, ningún alto al fuego ni ningún acuerdo de paz".

## Cronología
Los enfrentamientos entre Israel y Hezbolá forman parte del conflicto irano-israelí, incluyendo:
- Conflicto del sur del Líbano (1985-2000), en el que Hezbolá fue la principal fuerza de oposición contra Israel y el Ejército del Sur del Líbano.
- Conflicto de las Granjas de Shebaa (2000-2006), un conflicto fronterizo de bajo nivel entre Hezbolá e Israel
- Guerra del Líbano de 2006, un conflicto militar entre Hezbolá e Israel
- Los incidentes de Mazraat Amal y de las granjas de Shebaa entre Hezbolá e Israel en enero de 2015
- Incidentes en la línea de alto el fuego entre Israel y Siria durante la guerra civil siria
- Conflicto entre Irán e Israel durante la guerra civil siria
- Operación Escudo del Norte
- Bombardeos Israel-Líbano (2023)
- Guerra libanesa-israelí (2023-presente)
- Invasión israelí del Líbano en 2024